# Kazalnica (Góry Kaczawskie)
Kazalnica (niem. Krappenstein, 620 m n.p.m.) – wzniesienie w południowo-wschodniej części Chrośnickich Kop, w zachodniej części Południowego Grzbietu Gór Kaczawskich, w Sudetach Zachodnich, nad Przełęczą Chrośnicką. Zbudowana ze staropaleozoicznych skał metamorficznych – zieleńców i łupków zieleńcowych oraz fyllitów z wkładkami kwarcytów, należących do metamorfiku kaczawskiego. Od południowego zachodu na metamorficznym podłożu zalegają górnokredowe margle ilaste należące do niecki północnosudeckiej. Porośnięta lasem świerkowym z domieszką buka. Pod szczytem skałka zbudowana z zieleńców.